# Alfred Götze
Alfred Götze, född 17 maj 1876, död 27 november 1946, var en tysk språkforskare.
Alfred Götze blev professor i tyska språket i Giessen 1925. Han utgav en lång rad skrifter, behandlande framför allt nyhögtyskan under olika skeden, men blev främst känd som ordforskare. Han omarbetade fullständigt Friedrich Kluges välkända Etymologisches Wörterbuch der deutschen Sprache (11:e upplagan, 1930–1934).